# 斯皮特角
53°7′S 73°51′E / 53.117°S 73.850°E
斯皮特角（英語：Spit Point）是南極洲的海岬，位於赫德島的東端，長9公里，由美國的海豹獵船船長繪入地圖，該海岬現時由南極條約體系管理。